# Bambi: The Reckoning
Bambi: The Reckoning è un film horror del 2025 diretto da Dan Allen.
La pellicola è l'adattamento cinematografico in chiave horror del romanzo Bambi, la vita di un capriolo di Felix Salten, nonché quarto film del Twisted Childhood Universe (TCU).

## Trama
Alcuni anni fa, un giovane cerbiatto di nome Bambi viveva con la madre nel bosco, quando un cacciatore la uccise, condannando Bambi a vivere da solo per diverso tempo, fino a quando conosce una cerva di nome Faline, e si accoppia con lei, dando alla luce un cerbiatto. Sfortunatamente, Faline viene investita mortalmente da un camion che trasporta rifiuti tossici, guidata da un uomo che scarica tali rifiuti in un fiume e rapisce il figlio di Bambi, il quale, sconvolto, berrà da tale fiume, divenendo una bestia feroce e desiderosa di vendetta.
Nel presente, la madre Xana e suo figlio Benji prendono un taxi per trascorrere il Ringraziamento con il marito di Xana, Simon, e la sua famiglia: la madre Mary, affetta da demenza; i fratelli Andrew e Joshua; la moglie di Andrew, Harriet, e il figlio adolescente di Xana, Harrison. Simon promette di arrivare prima di cena, ma durante il tragitto, Bambi attacca il taxi e uccide l'autista, mentre Xana e Benji riescono a raggiungere la casa di Mary.
Nel frattempo, tre cacciatori, Michael, Tyler ed Eddie, si preparano a dare la caccia a Bambi. Joshua esce di casa, solo per essere ucciso accidentalmente da Tyler. Arrivati a casa di Mary, la donna, insieme a Harrison e Benji, iniziano a comportarsi in modo strano e rivelano di conoscere il nome di Bambi e hanno fatto misteriosamente suoi disegni appesi in giro per la casa. Bambi attacca la casa e mentre la famiglia cerca di fuggire, il famelico cervo uccide Harriet staccandole il busto, costringendo gli altri a fuggire in una roulotte, inseguiti da Bambi. Successivamente si imbattono in un tronco che blocca la strada e Andrew cerca di rimuoverlo, ma Benji scappa vedendo il sopraggiunto Bambi con solo Xana e Mary dentro; Andrew viene involontariamente trascinato dal cervo e muore dissanguato. Harrison, fuggito anche lui, incontra Bambi, scappa e si perde nella foresta, dove viene trovato e sbranato a morte da un gruppo di conigli mutanti, che avevano anch'essi bevuto dal fiume avvelenato.
Benji si ricongiunge a Xana e Mary e i tre trovano Michael, che li porta in una tana dove incontrano Simon e la sua collega Jo. Simon si rivela essere colui che ha ucciso Faline per sbaglio e ha spruzzato poi i rifiuti tossici nel fiume. Durante la conversazione, Benji trova un garage dove Tyler ed Eddie hanno messo in gabbia e maltrattato un giovane cerbiatto. Xana scopre anche che Simon ha intenzione di intrappolare Bambi e ucciderlo, incurante di quante vite potrebbero essere perse lungo il cammino. Nel frattempo, Tyler va a urinare e finisce per essere decapitato da Bambi. Quando Eddie va a indagare, Bambi lo uccide strappandogli le gambe e la testa.
Benji, impietosito, libera il cerbiatto e scappa con lui; Xana e Simon lo inseguono, mentre Mary incontra Bambi, il quale fa per divorarla ma poi viene distratto da Jo e la aggredisce. Jo si fa esplodere per uccidere Bambi, ma il cervo sopravvive. Benji alla fine si riunisce a Xana e Simon, ma arriva anche Bambi. Simon, codardo, scappa, abbandonando moglie e figlio, ma viene aggredito e sbranato da un coniglio. Rendendosi conto che il cerbiatto è il figlio di Bambi, Xana e Benji glielo restituiscono, e Bambi si calma. Sfortunatamente, Michael arriva e spara a Bambi, prima che Mary lo uccida sparandogli in testa con un fucile. Mentre Mary si riprende dalla demenza, Bambi, già prostrato dall'esplosione, muore dissanguato davanti a Xana, Benji e al suo stesso figlio, che mugola di dolore.

## Produzione
Il 4 novembre 2022 Waterfield annunciò la pellicola, insieme a Peter Pan's Neverland Nightmare, basato sul libro Bambi, la vita di un capriolo di Felix Salten. 
Le riprese sono dunque iniziate il 6 gennaio 2024 e concluse il 23 gennaio.

## Promozione
I primi schizzi del film possono essere visti nei titoli di coda di Winnie-the-Pooh - Tutto sangue e niente miele, uscito il 26 marzo 2024. Il primo teaser trailer è stato invece diffuso il 4 aprile.

## Distribuzione
La distribuzione del film nelle sale americane è avvenuta il 25 luglio 2025.

## Accoglienza
Bambi: The Reckoning ha incassato 171.178 dollari negli Stati Uniti e 24.789 nel resto del mondo.
Il 63% delle recensioni su Rotten Tomatoes sul film sono positive.